# Kékesi László (zenész)
Kékesi László, becenevén Bajnok, Janek, Józsi (Budapest, 1951. december 30. –) magyar zenész, basszusgitáros, énekes. 

## Pályája
23 évig a P. Mobil, 1997-től 2006-ig a Tunyogi Rock Band/RockBand, 2007–2008-ban ismét a TRB, 2008-tól a Mobilmánia tagja, valamint 2009-ben megalapította a Zöld a Bíbor Bandet, illetve időnként Bajnok Rock Team nevű zenekarával is játszik. 2010-ben visszatért a RockBandbe.
Bencsik Sándor elsőként őt szerette volna a Pandora's Box basszusgitárosának, de Kékesi akkor kitartott a P. Mobil mellett.
A Bajnok becenevet a nyakában logó sportolói éremről,  a Janeket egy lengyel szervezőtől kapta. A Józsi becenevet is a P. Mobilban kapta, amire egy számban is utalnak  is (Gyere haza, Józsi!).

## Családja
Egy fia van, Kékesi Dániel, aki dobos. Testvére Kékesi Judit, sógora Vikidál Gyula.

## Diszkográfia

### P. Mobil
- Kétforintos dal / Menj tovább (kislemez, 1978)
- Forma I. / Utolsó cigaretta (kislemez, 1979)
- Miskolc / Csizma az asztalon (kislemez, 1980)
- Mobilizmo (1981)
- Heavy Medal (1983)
- Honfoglalás (1984)
- Worst of P. Mobil (koncertfelvétel, 1994)
- Ez az élet, Babolcsai néni! (1994)
- Rest of P. Mobil (1994-es koncertfelvétel, 1995)
- A zöld, a bíbor és a fekete (1995) – Bencsik Sándor-emléklemez, két dalban hallható a P. Mobil
- Honfoglalás – rockverzió (1996)
- Honfoglalás – szimfonikus verzió (1996)
- Az első nagylemez '78 – (1999 – 1978-as koncertfelvétel)
- Vikidál-évek (2015)
- Tunyogi-évek (2016)

### Tunyogi Rock Band
- A tegnap itthagyott (1997)
- A King for Yesterday (1997)
- TRB koncert CD (1998)
- TRB koncert VHS (1998)
- Szárnyakon szédülő (2001)
- Próbáld meg őszintén (koncert)CD (2003)
- Tunyogi Péter emlékére – TRB koncert DVD (2008, az 1998-as felvételt tartalmazza)
- TRB – Tunyogi Péter Emlékkoncert, 2CD + DVD (2018, 2011.04.27, Millenáris Teátrum)

### TheRockBand
- Születtem, szerettem (2004)
- TheRockBand Koncert CD (PeCsa 2005) (2005)
- Koncert DVD (PeCsa 2005) (2005)
- Unplugged lemez az Echo Quartettel (2006)

### Mobilmánia
- Ez a mánia (2008)
- Mobilmánia – Budapest, Petőfi Csarnok 2009.04.30. Koncert DVD + CD (2009)
- Az út legyen veled (2010)
- Vagyunk és maradunk még DVD+2CD (2012)
- Fénypokol (2014)
- Fénypokol koncert (2016) CD+DVD
- Vándorvér (2017)
- Ez még nem a Pokol/ Landed In Your Hell (2018)
- Vikidál 70, Zeffer 60, Mobilmánia 10  (2019) 2DVD + 3CD
- Zefi-Bajnok 40 (2020)

## Bajnok Rock Team
Az együttes 2006-ban jött létre, némi szünet után 2009 óta működik folyamatosan. Koncertjeiken főleg a P. Mobil, kisebb részben a TRB dalai vannak műsoron.
Jelenlegi felállás:
- Kékesi László – basszusgitár, ének
- Somogyi József – ének
- Lovas János – gitár
- Laki Zoltán – billentyűs hangszerek
- Bazsó József – dob, ütőhangszerek

Korábbi tagok:
- Kálmán György – ének
- Szabó Péter – billentyűs hangszerek
- Nusser Ernő – gitár

## Jelentősebb zenésztársai
- Bencsik Sándor (P. Mobil)
- Cserháti István (P. Mobil)
- Donászy Tibor (P. Mobil, TRB, Zöld a Bíbor Band, Mobilmánia)
- Döme Dezső (Tunyogi Band, P. Mobil)
- Fischer László (Tunyogi Rock Band, Zöld a Bíbor Band)
- Lukács Péter (The Rock Band)
- Mareczky István (P. Mobil)
- Németh Gábor (P. Mobil)
- Pálmai Zoltán (P. Mobil)
- Póta András (P. Mobil)
- Rudán Joe (Mobilmánia)
- Sárvári Vilmos (P. Mobil, Tunyogi Band)
- Schuster Lóránt (P. Mobil)
- Tunyogi Péter (P. Mobil, Tunyogi Rock Band, Mobilmánia)
- Vikidál Gyula (P. Mobil, Mobilmánia)
- Závodi János (TRB)
- Zeffer András (P. Mobil, TRB, Mobilmánia)